# What a sky
What a sky è un singolo del cantante Nico Fidenco scritto con le parole di Giuseppe Cassia, pubblicato su 45 giri dall'etichetta discografica RCA Italiana nel 1960.
Il lato B è Su nel cielo.

## Successo e classifiche
Per la colonna sonora di I delfini (film), Citto Maselli, impossibilitato ad utilizzare la canzone Crazy love di Paul Anka per difficoltà da parte del relativo editore musicale statunitense nella concessione dei diritti, si rivolse ad Enzo Micocci, che gli propose un brano inedito, What a Sky, composto dal maestro Giovanni Fusco. Il provino fu inciso da un giovane Little Tony, dal figlio di Fusco e da Fidenco. Fu proprio quest'ultimo ad essere preferito dalla produzione.
La casa discografica inizialmente non prevedeva la pubblicazione del pezzo su 45 giri, ma le pressioni da parte dei negozianti e dei grossisti, dovute alle pressanti richieste del pubblico (il film non fu accolto molto favorevolmente nelle sale, ma la canzone godette di un inaspettato e clamoroso successo), spinsero l'etichetta non solo a pubblicare la versione inglese, ma a riportare di corsa Fidenco in sala d'incisione per registrare sulla stessa base orchestrale la versione in italiano Su nel cielo da mettere sul lato B del 45 giri che il 31 dicembre 1960 arriva primo in classifica per quattro settimane.